# Ophionephthys difficilis
Ophionephthys difficilis is een slangster uit de familie Amphiuridae.
De wetenschappelijke naam van de soort werd in 1887 gepubliceerd door Peter Martin Duncan.